# Nicola Saggio
Nicola Saggio, O.M. (6. ledna 1650, Longobardi – 3. února 1709, Řím) byl italský řeholník Řádu Nejmenších bratří sv. Františka z Pauly.

## Život
Narodil se 6. ledna 1650 v Longobardi. Ve dvaceti letech obdržel hábit (Řádu Nejmenších bratří sv. Františka z Pauly), a byl přiřazen do konventu v Paole. Později byl přidělen k farnosti kostela Svatého Františka z Pauly v Římě. Vykonal pouť do Svaté chýše v Loretu.
Roku 1693 jeho nadřízení měli obavy z jeho popularity, která byla považována za nadměrnou. Poslali ho do Kalábrie, kde svědci tvrdili, že prováděl zázraky, zastavil zemětřesení a voláním chytil rybu do holých rukou. Roku 1697 přinesl do kostela Panny Maria Nanebevzaté relikvii Svaté Inocence. Poté se vrátil do Říma a zde zemřel 3. února 1709.

## Kanonizace a kult
Jeho pověst se rychle rozšířila do celé Evropy a jeho svatořečení bylo požadováno velkým počtem slavných osobností, včetně císaře Karla VI. Mezi dalšími panovníky byl také král Filip V. Španělský (s manželkou Alžbětou Parmskou), král August II. Silný a uchazeč o trůn Anglie Jakub František Stuart (s manželkou Klementýnou Sobieskou).
Byl blahořečen 17. září 1786 papežem Piem VI. Po blahořečení se stal patronem svého rodného města. V Longobardi Marina je kostel jemu zasvěcený.
Dne 3. dubna 2014 papež František vydal dekret o zázraku na jeho přímluvu. Svatořečen byl 23. listopadu 2014, spolu s pěti dalšími blahoslavenými.